# 카탈루냐 독립운동
카탈루냐 독립운동(카탈루냐어: Independentisme català, 스페인어: Independentismo catalán, 영어: Catalan independence)은 카탈루냐가 스페인으로부터 독립하려는 운동이다.

## 역사
카탈루냐 지역은 스페인 국내 총 생산의 19%를 차지하는 부유한 주이며 문화, 언어, 역사가 남다르다는 자긍심이 강하다. 2012년 11월 초 안달루시아가 중앙정부에 49억 유로의 구제 금융을 신청하는 등 어려운 상황에 빠지자 카탈루냐도 함께 경제위기에 빠졌고 분리독립의 주장이 더 강해졌다. 2013년 12월 카탈루냐 지방정부는 스페인으로부터의 분리독립을 묻는 주민투표를 2014년 11월에 실시하기로 결정하였으며, 스페인 중앙정부는 이 주민투표가 위헌이라고 맞서고 있다. 유럽 연합과 북대서양 조약 기구는 카탈루냐주가 스페인으로부터 분리독립할 경우 회원국으로서의 자격이 부여되지 않을 것이라고 경고했다.
2014년 11월 9일 카탈루냐 의회의 승인 하에 열린 비공식 주민투표에서 전 지역에서 분리독립을 지지하였다.
이에 카탈루냐 지방 정부는 구속력을 갖는 주민투표를 2017년에 강행하기로 결정하였고 역시 스페인 중앙정부는 이 주민투표가 위헌이라고 맞서 2017년 스페인 헌정위기가 발생했다. 2017년 카탈루냐 독립 국민투표는 2017년 10월 1일 실시되었으며 스페인 정부는 이를 인정하지 않고 경찰을 파견해 무력 진압을 시도했다. 2017년 10월 27일 카탈루냐 독립선언을 통해 카탈루냐 공화국이 선포되었고 스페인 정부는 이를 인정하지 않고 자치정부를 해산한다 밝혀 충돌이 빚어졌다.

## 같이 보기
- 카탈루냐
- 바스크
- 스코틀랜드 독립운동